# Muse: The Movie
Muse: The Movie — повнометражний документальний фан-мейд фільм від takeabow19. На створення цього фільму пішло 4 роки. У фільм входять усіма вже кілька разів переглянуті, але так само і рідкісні кадри з виступів Muse, їх інтерв'ю, відео фанатів, нагородження і т. д.
Том Кірк і тріо отримали персональні копії і подивилися фільм по дорозі додому з концерту в Англії. Їм особливо сподобалося спостерігати за собою з самих ранніх кроків, простежити еволюцію групи з боку.

## Сюжет
Документальний фільм розповідає про Muse, починаючи з їх виступу на «Battle of the Bands» в 1994 році і закінчується в їх концертом A Seaside Rendezvous в Teignmouth в 2009 році..